# 葉丙成
葉丙成（英語：Ping-Cheng Yeh，1973年12月27日—，英文名Benson）是臺灣電機工程學家、教育家、政治人物。國立臺灣大學數學系畢業、美國密西根大學電機暨計算機科學系博士，創辦線上遊戲學習平台PaGamO、實驗教育機構BTS無界塾創辦人、Podcast《不良大叔》主持人之一。現任國立臺灣大學電機工程學系教授、臺大創新設計學院D-School副院長、臺大探索學習計畫探長。2024年5月20日，就任卓榮泰內閣中華民國教育部政務次長。

## 經歷
- 2008年，回臺大擔任電機工程學助理教授、副教授、教授至今，並歷任MOOC計畫執行長[6]、教學發展中心教師發展組組長[7]。
- 2013年，開設Coursera第一門華語課程「機率」[8][9][10]在臺灣舉辦多場演講，提倡翻轉教學、創新教育方式。[11]
- 2014年，領導開發PaGamO，擊敗400多個團隊獲得宾夕法尼亚大学沃顿商学院第一屆教學創新大獎「Reimagine Education」冠軍[12]。
- 2015年，與呂世浩以及多位教育工作者共同創辦八年一貫的體制外實驗教育機構[13]。學校從國小五年級開始招收，葉丙成擔任塾長一職。
- 2016年，獲得第二屆總統創新獎一般個人組[14]。
- 2024年5月20日，獲賴清德政府卓榮泰內閣借調出任教育部政務次長。[15]

## 個人生活
家庭
葉丙成的父親為國立臺灣科技大學電機工程系教授葉勝年
職涯
- 國立臺灣大學電機工程學教授
- 臺大創新設計學院D-School副院長[17]
- 臺大探索學習計畫探長
- 臺大創創中心 業師/個人導師
- Bts無界塾創辦人、無界塾創新教育協會理事長
- BoniO Inc. 共同創辦人
- PaGamO Taiwan 擔任 Founder
- 2023年，與雜學校校長蘇仰志、好友Bird，創立Podcast 頻道《不良大叔》

## 爭議

### 公開評論性平個案並洩漏個資
2025年4月，葉丙成在網路上發文時，洩漏臺大校內性平事件當事人個人資訊，受害者表示自己被當成政治操弄的工具，無法原諒葉丙成。同年5月，民主進步黨立法院教育及文化委員會委員公開譴責葉丙成的行為，並要求教育部性別平等教育委員會立案調查，依法懲處。同年5月20日，葉在國立中央大學演講時，在講後提問階段因此遭到一名學生的公開質問批評，並高舉「作秀網紅」標語抗議。葉在22日公開道歉，並於26日起請假接受調查。

### 利益衝突指控
2025年6月，《鏡週刊》表示該刊接獲數人指控，葉丙成在擔任教育部次長期間未遵守利益迴避原則，與葉有關的愛自造者學習協會、素養教育協會理事、帕亞科技公司協辦教育部主辦的「總統盃AI素養爭霸賽」；葉曾擔任負責人的「幫你優」「泛學優」「閱讀優」三家公司獲得不少中央及地方政府標案。
對此，教育部回應，會查明總統盃AI素養爭霸賽中，承辦協會是否有違規情形。葉丙成則表示，已在進入教育部前辭去協會理事，不參與相關公司運作，未曾圖利。

### 疑似財產申報不實
葉丙成自述持有幫你優公司股份並交付信託，但監察院發布的第257期《廉政專刊》中並無此項資訊。

## 作品
出版作品
| 書名                                                         | 出版日期      | 出版社     | ISBN               | 備註         |
| ------------------------------------------------------------ | ------------- | ---------- | ------------------ | ------------ |
| 《葉丙成的機率驚豔：當數學遇上文學，學生考不好也會笑著離開》 | 2014年2月25日 | 究竟出版社 | ISBN 9789861371832 | 與賴以威合著 |
| 《為未來而教：葉丙成的 BTS 教育新思維》                      | 2015年5月6日  | 親子天下   | ISBN 9789863980568 |              |
| 《晨讀10分鐘：我的成功我決定》                               | 2020年6月30日 | 親子天下   | ISBN 4717211027844 |              |
| 《無意良母》                                                 | 2021年8月5日  | 親子天下   | ISBN 9786263050693 |              |
| 《線上教學力：全球趨勢X觀念心法X課堂實作X好用工具》          | 2021年9月1日  | 親子天下   | ISBN 9786263050785 |              |

演講
| 日期           | 主題                     | 地點            | REF    |
| -------------- | ------------------------ | --------------- | ------ |
| 2013年11月27日 | 超越教育！線上學習新革命 | TEDxTaipei 2013 | [ 29 ] |
| 2014年10月29日 | 那些年，我所懊悔的事     | 雲林科技大學    | [ 30 ] |

學術著作
- Ping-Cheng Yeh, Kwang-Cheng Chen, Yen-Chi Lee, Ling-San Meng, Po-Jen Shih, Pin-Yu Ko, Wei-An Lin, Chia-han Lee:A new frontier of wireless communication theory: diffusion-based molecular communications. IEEE Wireless Commun. 19(5): 28-35 (2012)
- Ping-Cheng Yeh, Wayne E. Stark, Salam A. Zummo:Performance Analysis of Wireless Networks With Directional Antennas. IEEE T. Vehicular Technology 57(5): 3187-3199 (2008)
- Ping-Cheng Yeh, Salam A. Zummo, Wayne E. Stark:Error probability of bit-interleaved coded modulation in wireless environments. IEEE T. Vehicular Technology 55(2): 722-728 (2006)
- Ping-Cheng Yeh, Jin-Fu Chang:Characterizing the departure process of a single server queue from the embedded Markov renewal process at departures. Queueing Syst. 35(1-4): 381-395 (2000)

來源：

## 外部連結
- 葉丙成 Benson的Facebook專頁
- 葉丙成的Instagram帳戶